# Angelic Upstarts
O Angelic Upstarts é uma banda inglesa de punk rock, da vertente Oi!, associada a subcultura skinhead. Formada em South Shields, nordeste da Inglaterra, em 1977. Era uma banda anti-fascista, antipolicial, pró-Ira, socialista e proletária. Os Angelic's nunca foram filiados a algum partido ou organização de esquerda, mas nunca abriram mão das letras esquerdistas e comunistas, tanto que ganharam a antipatia de grupos skinheads nazistas de extrema-direita, tanto era assim que seus shows eram constantemente interrompidos pelos tais grupos e também por policiais. Os Angelic's também ficaram conhecidos por participarem de iniciativas para a realização da primeira edição do "Rock Contra o Racismo" (em inglês: Rock Against Racism), em 1978 em oposição ao movimento "Rock Contra o Comunismo" (em inglês: Rock Against Communism). As principais influências para a criação do Angelic Upstarts foram os Sex Pistols e The Clash. 
Os Angelic's também deram o ponta-pé para o Toy Dolls.

## Discografia

### Álbuns de estúdio
- 1979: Teenage Warning
- 1980: We Gotta Get Out of this Place
- 1981: 2,000,000 Voices
- 1982: Still from the Heart
- 1983: Reason Why?
- 1984: Last Tango in Moscow
- 1985: Bootlegs & Rarities
- 1986: Power of the Press
- 1987: Blood on the Terraces
- 1992: Bombed Out
- 2001: Anthems Against Scum
- 2002: Sons Of Spartacus
- 2011: The Dirty Dozen (com Crashed Out)
- 2015: Bullingdon Bastards

## Compilações
- 1983: Angel Dust (The Collected Highs 1978 - 1983)
- 1991: Blood On The Terraces / Lost And Found
- 1991: Alternative Chartbusters
- 1993: Kids On The Street
- 1995: The Independent Punk Singles Collection
- 1997: Rarities
- 1998: Who Killed Liddle?
- 1999: The EMI Punk Years
- 2000: The BBC Punk Sessions
- 2002: The EMI Years
- 2004: The Punk Singles Collection

## Álbuns ao vivo
- 1981: Angelic Upstarts Live
- 1985: Live in Yugoslavia
- 1988: Live & Loud!!
- 1991: Greatest Hits Live
- 1994: Live in Lübeck (Não-oficial)
- 2001: Live from the Justice League
- 2001: Anthems Against Scum

## Singles
- 1978: The Murder of Liddle Towers / Police Oppression
- 1979: I'm an Upstart / Leave Me Alone
- 1979: Teenage Warning / The Young Ones
- 1979: Never 'ad Nothin' / Nowhere Left to Hide
- 1980: Out of Control / Shotgun Solution
- 1980: We Gotta Get Out of this Place / Unsung Heroes
- 1980: Last Night Another Soldier / I Wish
- 1981: England / Stick's Diary
- 1981: Kids on the Street / The Sun Never Shines
- 1981: I Understand / Never Come Back
- 1981: Different Strokes / Different Dub
- 1982: Never Say Die / We Defy You
- 1982: Woman in Disguise / Lust for Glory
- 1983: Solidarity / Five Flew Over...
- 1983: Not Just a Name / The Leech
- 1984: Machinegun Kelly / There's a Drink in It
- 1985: Brighton Bomb (EP)
- 1987: Brighton Bomb
- 1988: England's Alive (EP)
- 2014: Angelic Upstarts / The Prowlers
- 2018: Smash Fascism (Split com Klasse Kriminale, 5Mdr e 17100 Kidz)

## Videografia
- 1997: Holidays In The Sun (VHS)
- 2005: Angelic Upstarts Live: Solidarity (DVD)
- 2012: Live in Stockholm (DVD)